# Лусијен Жасерон

Лусијен Жасерон (Оран, 29. децембар 1913.  — Стразбур, 15. новембар 1999) био је француски фудбалер.
Играо је за Авр и Париз, а био је део Француске на Светском првенству 1938. године. Након тога је имао тренерску каријеру.